# Sân vận động Noevir Kobe
Sân vận động Công viên Misaki thành phố Kobe (神戸市御崎公園球技場), còn được gọi là Sân vận động Noevir Kobe (ノエビアスタジアム神戸), là một sân vận động bóng đá ở Công viên Misaki, Hyogo-ku, Kobe, Nhật Bản. Sân có sức chứa 30.132 chỗ ngồi và có mái che có thể thu vào. Đây là sân nhà của câu lạc bộ J1 League Vissel Kobe và câu lạc bộ rugby union Kobelco Steelers thuộc Top League.
Năm 1970, Sân vận động bóng đá Trung tâm Kobe (神 戸 市立 中央 競技場) được khánh thành trên địa điểm của Đường đua Kobe Keirin trước đây. Đây là sân vận động bóng đá đầu tiên ở Nhật Bản có thể tổ chức các trận đấu vào ban đêm sau khi lắp đặt hệ thống đèn chiếu sáng vào ban đêm.

## Giải vô địch bóng đá thế giới 2002
Để tổ chức Giải vô địch bóng đá thế giới 2002, sân vận động đã được cải tạo để lắp đặt mái che có thể thu vào và tăng sức chứa chỗ ngồi. Sân được khánh thành với tên gọi Sân vận động Kobe Wing vào tháng 11 năm 2001 với sức chứa 42.000 người.
| Ngày                | Đội #1    | Kết quả | Đội #2  | Vòng        |
| ------------------- | --------- | ------- | ------- | ----------- |
| 5 tháng 6 năm 2002  | Nga       | 2–0     | Tunisia | Bảng H      |
| 7 tháng 6 năm 2002  | Thụy Điển | 2–1     | Nigeria | Bảng F      |
| 17 tháng 6 năm 2002 | Brasil    | 2–0     | Bỉ      | Vòng 16 đội |

Sân được mở cửa trở lại vào năm 2003 với sức chứa đã giảm xuống còn 32.000 người. Sân trở thành sân nhà của Vissel Kobe.